# Khu dự trữ sinh quyển Volcán Tacaná
Khu dự trữ sinh quyển Núi lửa Tacaná (tiếng Tây Ban Nha: Reserva de Biosfera Volcán Tacaná) được thành lập năm 2006 là một khu dự trữ sinh quyển thế giới được UNESCO công nhận với bảo vệ khu vực tự nhiên quanh ngọn núi lửa Tacaná ở Chiapas, Mexico, trên biên giới với Guatemala. Núi lửa là một phần của Vành đai Núi lửa Trung Mỹ. Với diện tích 6.378 hécta (24,63 dặm vuông Anh), hệ sinh thái nhạy cảm của nó rất phong phú các loài động thực vật hoang dã có liên quan đến văn hóa, khoa học, kinh tế và sinh học. Với sự đa dạng sinh học và các loài đặc hữu cao, đặc biệt là trong cảnh quan núi cao và núi lửa khiến khu vực này là một địa điểm quan trọng trong khoa học. Lượng mưa trung bình hàng năm có thể lên tới 2.000–5.000 milimét như trường hợp ở Soconusco. Hoạt động của con người trong khu bảo tồn bao gồm trồng cà phê, trồng hoa, nuôi ong, nông nghiệp và du lịch.

## Hệ sinh thái
Hệ sinh thái chính ở đây gồm rừng thường xanh ở độ cao trung bình, rừng sương mù, rừng thông, sồi, linh sam. Đây là nơi duy nhất ở Mexico có cả hai hệ sinh thái thảo nguyên nhiệt đới Páramo và rừng thường xanh Chusquea.